# Ачим Чумич
Ачим Чумич е сръбски политик (напредняк), министър-председател на Сърбия от декември 1874 до февруари 1875 година.

## Биография

### Потекло
Ачим Чумич е роден през 1836 година в село Долна Трешневица край Крагуевац. Гимназиално образование получава в Крагуевац и Белград. Завършва право в Белградския лицей през 1858 година, в Хайделберг и Париж (1858-1860). От 1865 година е професор в белградската Велика школа, където преподава наказателно право.

### Политическа кариера
Чумич влиза в политиката след убийството на княз Михаил Обренович през 1868 година. Привлечен в разискванията за нова конституция на Сърбия, той се изявява отрано като противник на регентите Миливое Блазнавац и Йован Ристич като ги обвинява, че уреждат държавното управление в лична изгода. Заради публичните си нападки срещу управляващите и популярността си е подложен на преследване от властите. През 1870 година е избран за кмет на Белград, но Ристич го отстранява под предлог, че е подбуждал учениците от Великата школа към размирици. През август 1871 Чумич се кандидатира за депутат, но безуспешно.
През 1873 година, скоро след като княз Милан отстранява Ристич от властта, Чумич влиза в правителството на консерватора Йован Маринович като министър на вътрешните работи. В програмните си изявления пледира за свобода на печата, закон за отговорност на министрите, повече автономия на общините и арест само при съдебна заповед. На практика се опитва да дирижира изборите през октомври 1874 година с полицейски натиск и държавни пари. След като споразумението на Маринович с част от либералите пропада, през декември 1874 година Чумич е назначен от княза за министър-председател начело на правителство от т.нар. „млади консерватори“ и „млади либерали“.
Веднага след като оглавява правителството, Чумич отлага сесията на Скупщината и организира повторни избори в районите, представлявани от най-неудобните за властта му депутати от опозицията. Арестът на един от кандидатите и на десетки привърженици на либералите води до конфликт със Скупщината и оставка на водещия либерал в кабинета – финансовия министър Любомир Калевич. Това кара Чумич, макар и да печели поискания вот на доверие в парламента, да подаде оставка в началото на февруари 1875 година след управление, продължило по-малко от два месеца.

### Затвор и държавна служба
Малко след оставката от премиерския пост Чумич е назначен в Касационния съд на Сърбия. През лятото на 1877 година, в промеждутъка на Първата и Втората сръбско-турска война, агитира с група съмишленици срещу стремежа на либералското правителство да вкара страната в нова война. През февруари 1878 година Чумич е арестуван във връзка с войнишкия бунт от декември предходната година (т.нар. Тополска буна). Осъден е на смърт, въпреки липсата на достоверни доказателства, че е съпричастен към бунта. Княз Милан заменя смъртната му присъда със 7 години затвор. От тях Чумич излежава малко повече от две години. Освободен е през ноември 1880 година с ходатайството на дошлите на власт напредняци. В началото на 1881 година е избран в главния комитет на новоучредената Прогресивна партия, но не участва активно във вътрешната политика и години по-късно отказва предложение за пост в правителството на Гарашанин.
От края на 1881 година Чумич е сръбски държавен комисар в Париж, отговорен за преговорите за финансиране на изграждащата се жп линия Белград – Ниш, и до 1890, когато излиза в пенсия, представлява страната си пред френското дружество за експлоатация на железницата.